# Parlament

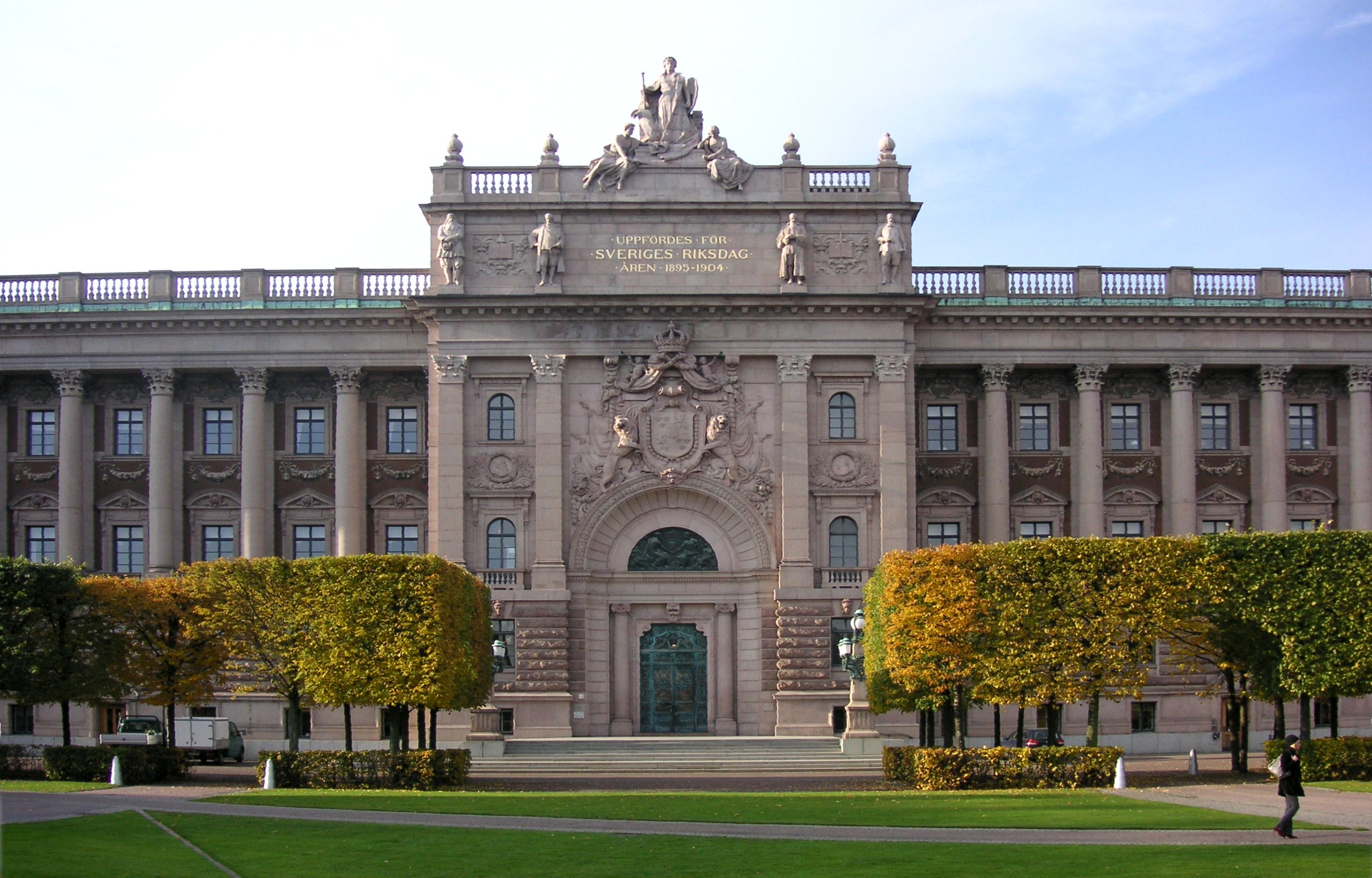
Sveriges riksdag är en parlamentarisk församling eftersom parlamentarism tillämpas.

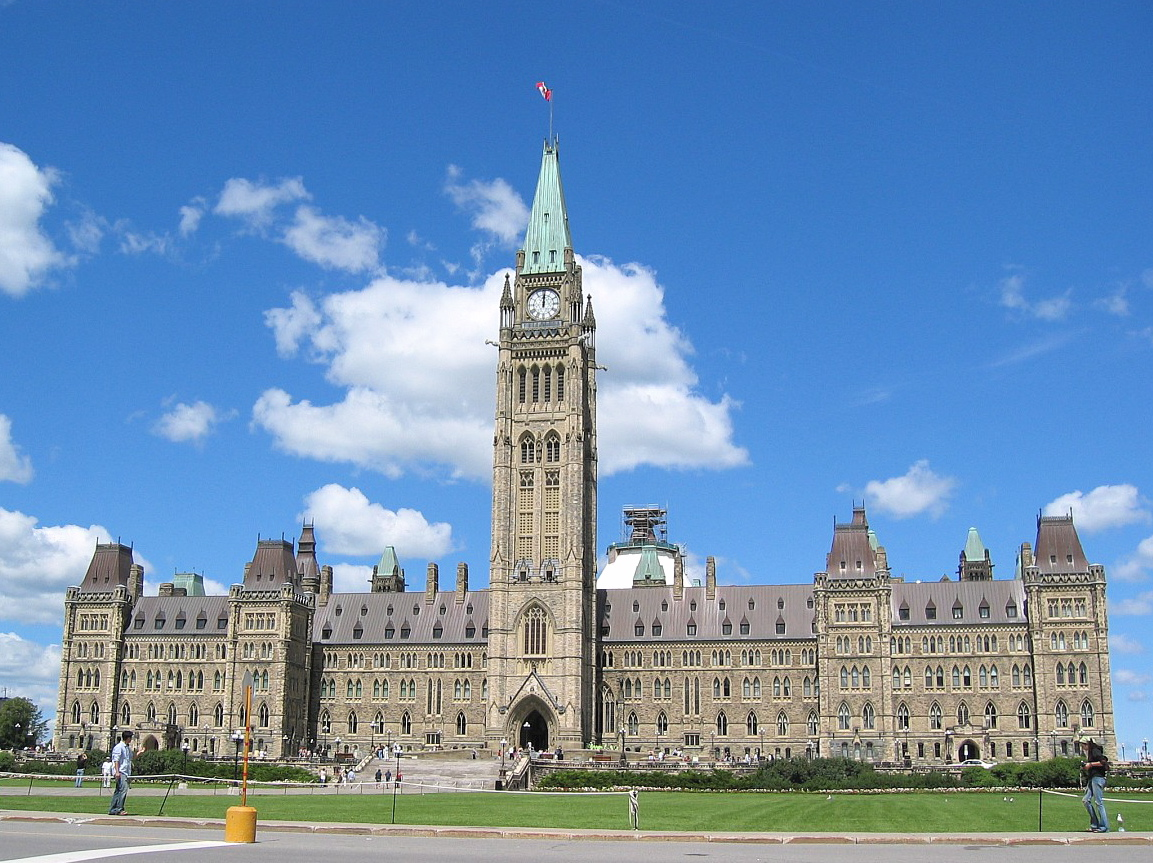
Kanadas parlament är benämnt som parlament, och det är dessutom en parlamentarisk tvåkammarförsamling.

Ett parlament, eller ett lands folkrepresentation, är den högsta beslutande församlingen i ett land. Parlamentet bör representera folket och har som uppgift att stifta lagar och kontrollera regeringens arbete.
Benämningen av folkrepresentationen, parlamentet, kan variera i olika länder. Till exempel i Sverige och Finland  kallas folkrepresentationen riksdag. Medan benämningen parlament används till exempel i Storbritannien.
Ett parlament består av folkvalda politiska representanter som har beslutsrätt i lagstiftningsfrågor. Enligt det parlamentaristiska statsskicket ska parlamentet även kontrollera regeringens arbete och fatta beslut om lagar av konstitutionell status, det vill säga grundlagar.
Parlament kan i likhet med andra typer av beslutande eller lagstiftande församlingar vara enkammar- eller tvåkammarsystem. Detta innebär en uppdelning i överhus och underhus vilka sinsemellan kan ha olika funktioner.

## Ordets ursprung
Ordet parlament härstammar från det franska ordet parlement som betyder samtal och latinets parlamentum. Ursprungligen var parlament en benämning på samtal mellan en monark och monarkens rådgivare.
Exempel på länder som använder det ursprungliga uttrycket parlament för att beskriva folkrepresentationen:
- Europeiska unionen: Parlamentet [9]
- Frankrike: Parlamentet: Senaten, Nationalförsamlingen[10]
- Kanada: Parlamentet[1]
- Skottland: Skotska parlamentet[11]

## Parlamentarism

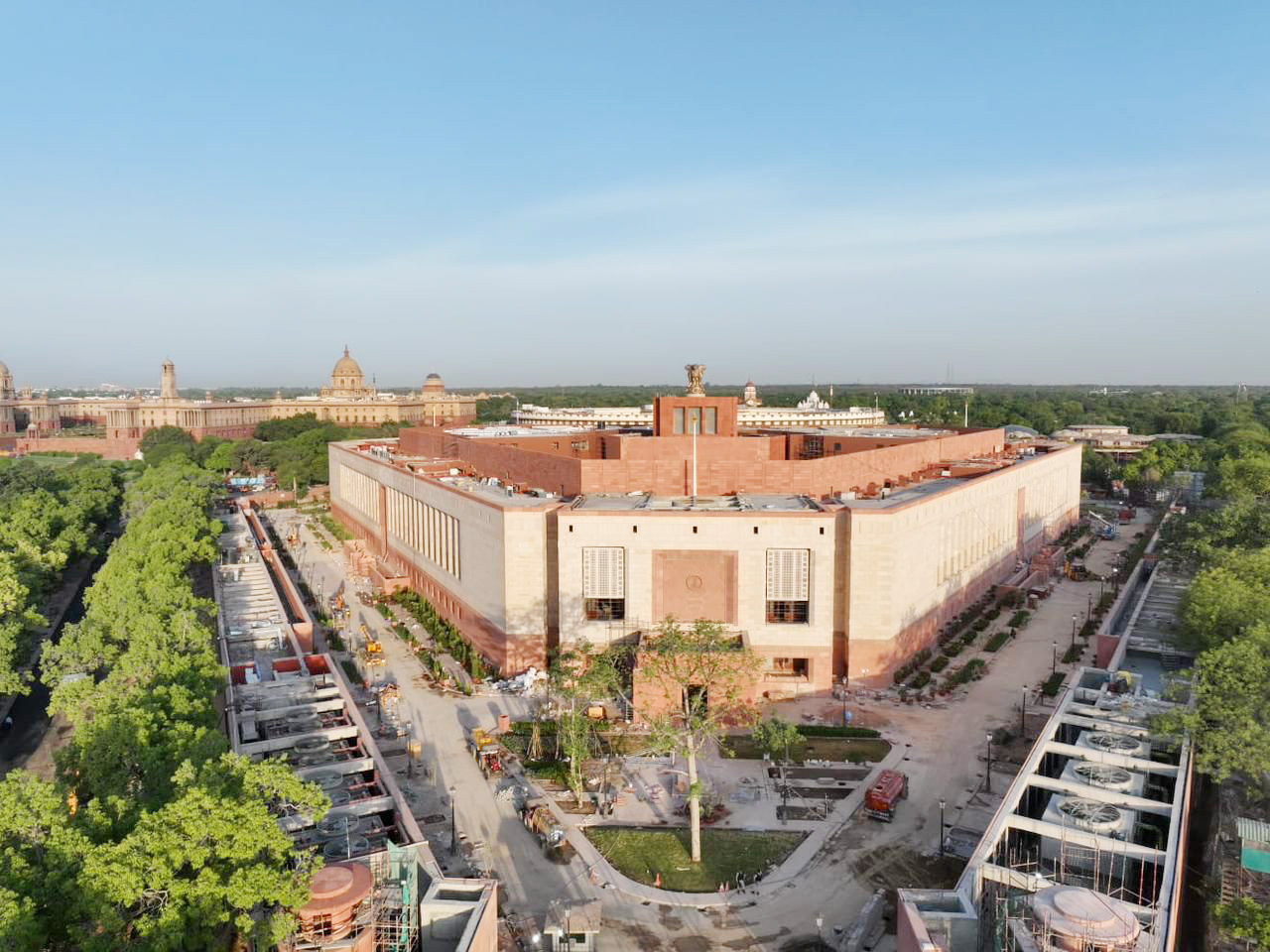
Indiens parlament.

Parlamentarism har sitt ursprung i 1600-talets Storbritannien. Det är ett statsskick som innebär att regeringen (den verkställande makten) är beroende av parlamentets (den lagstiftande maktens) förtroende eller åtminstone acceptans, för att få sitta kvar. Om en regering inte åtnjuter parlamentets förtroende måste den avgå. 
Exempel på parlamentariska församlingar:
- Indien: Sansad: Lok Sabha, Rajya Sabha (parlamentarisk församling med två kammare)
- Spanien: Cortes Generales: Senaten, Deputeradekammaren (parlamentarisk församling i konstitutionell monarki, med två kammare)
- Sverige: Riksdagen (parlamentarisk församling i konstitutionell monarki)
- Åland: Lagtinget (parlamentarisk församling på regional nivå)

## En eller två kammare
|  | Länder med tvåkammarsystem |

|  | Länder med enkammarsystem |

|  | Områden utan lagstiftande församlingar |

|  | Länder med enkammarsystem kompletterat med rådgivande råd |

Parlamentet kan antingen bestå av en eller två kammare, det vill säga en eller två beslutande församlingar. I ett tvåkammarsystem får ledamöterna i överhuset sina mandat via val eller som utnämningar eller arv. Ledamöterna till underhuset är folkvalda. Tvåkammarsystemet kan ge möjlighet för olika geografiska områden eller olika samhällsgrupper att bli representerade i parlamentet och också fungera som en spärr mot förhastade beslut. Övre kammarens maktställning i förhållande till underhuset varierar från land till land.
Exempel på överhus eller underhus som är delar av en parlamentarisk församling:
- Italiens senat (överhus inom parlamentarisk församling i parlamentarisk republik)
- Polens senat (överhus inom parlamentarisk församling i parlamentarisk republik)
- Brittiska underhuset (underhus inom parlamentarisk församling enligt Westminstermodellen i konstitutionell monarki)
- Dáil Éireann (underhus inom parlamentarisk församling enligt Westminstermodellen i parlamentarisk republik)

I ett enkammarsystem består parlamentet av bara en avdelning. Efter andra världskriget pågick en global avveckling av tvåkammarsystemet. Flera länder i till exempel Afrika och Latinamerika avskaffade tvåkammarsystemet. I Sverige avvecklades både första kammaren och andra kammaren år 1971, när enkammarriksdagen infördes.